# Erebia royi
Erebia royi är en fjärilsart som beskrevs av Clément 1916. Erebia royi ingår i släktet Erebia och familjen praktfjärilar. Inga underarter finns listade i Catalogue of Life.